# 네보이샤 글로고바츠

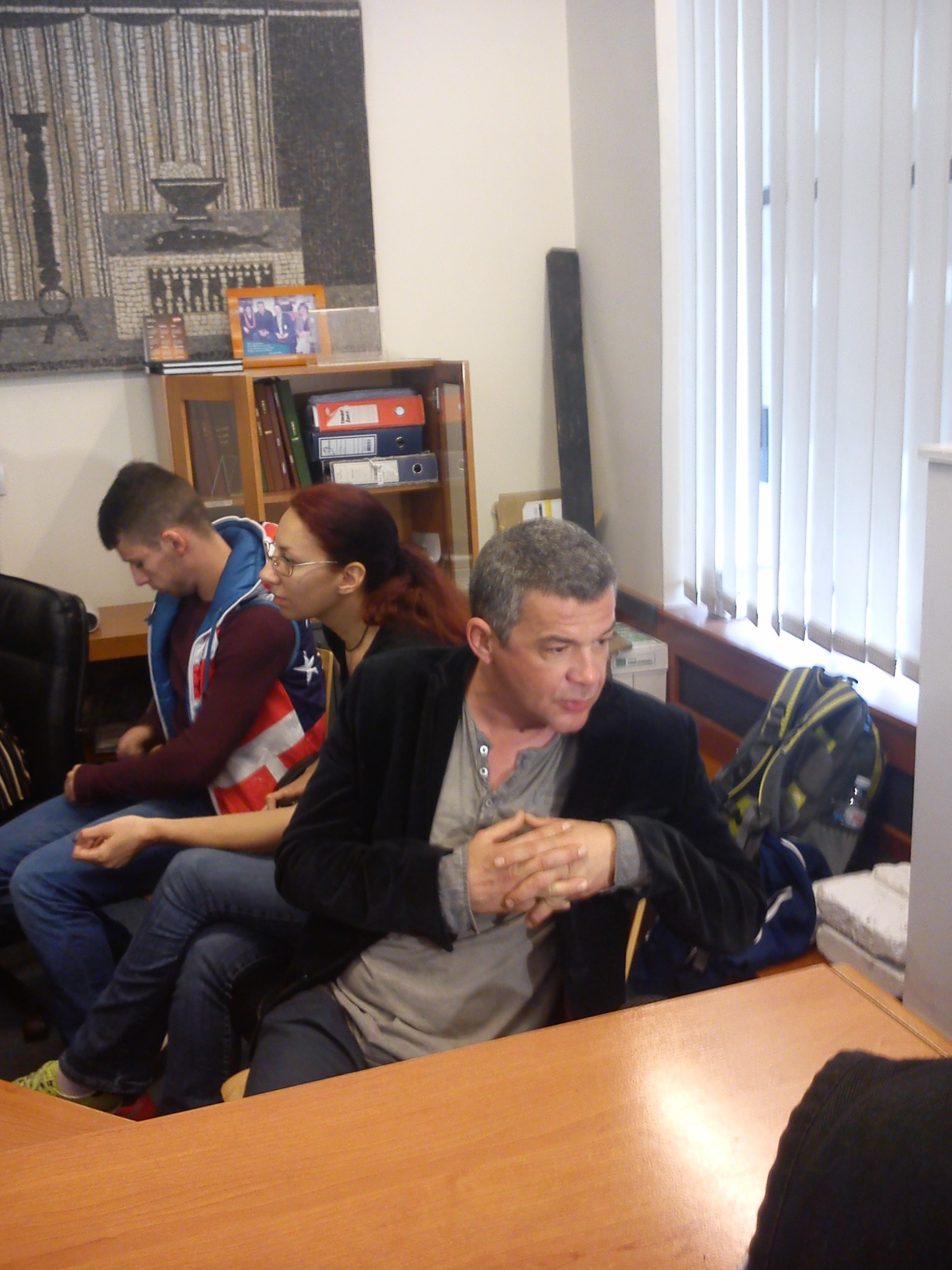
글로고바츠(2014년)

네보이샤 글로고바츠(세르비아어: Небојша Глоговац, Nebojša Glogovac, 1969년 8월 30일~2018년 2월 9일)는 세르비아의 배우이다. 
보스니아 헤르체고비나 트레비네에서 태어났으며 세르비아 베오그라드에서 사망하였다. 사인은 폐암이다.

## 출연 작품

### 영화
- 갱스터 파라다이스 (2018년) - 골럽 역
- 더 콘스티튜션 (2016년)
- 트롤링 (2013년)
- 써클즈 (2013년)
- 웬 데이 브레이크 (2012년)
- 우먼 위드 어 브로큰 노즈 (2010년)
- 새하얀 세상 (2010년)
- 테크노타이즈: 에디트와 나 (2009년) - 에디 목소리 역
- 당나귀 (2009년) - 보로 역
- 트랩 (2007년)
- 허더스필드 (2007년)
- 낙천주의자들 (2006년)
- 호텔 베오그라드 (2000년)
- 화약고 (1998년)
- 부코바 (1994년)

## 수상
- 2000년 밀로시 주티치상 수상
- 2001년 조란 라드밀로비치상 수상
- 2004년 밀로시 주티치상 수상
- 2016년 밀로시 주티치상 수상
- 2017년 골든 아레나상 남우주연상
- 2018년 도브리차의 고리상 수상